# Aşağı Salamabad
Aşağı Salamabad är en ort i Azerbajdzjan.   Den ligger i distriktet Yevlax Rayonu, i den centrala delen av landet, 230 kilometer väster om huvudstaden Baku. Aşağı Salamabad ligger 26 meter över havet och antalet invånare är 923.
Terrängen runt Aşağı Salamabad är huvudsakligen platt, men åt nordväst är den kuperad. Terrängen runt Aşağı Salamabad sluttar söderut. Runt Aşağı Salamabad är det ganska tätbefolkat, med 72 invånare per kvadratkilometer.. Närmaste större samhälle är Mingelchaur, 14,2 kilometer nordväst om Aşağı Salamabad. 
Trakten runt Aşağı Salamabad består till största delen av jordbruksmark.